# سودوفا ماريامبوله
نادي سودوفا ماريامبوله لكرة القدم (FK Sūduva Marijampolė) هو نادي كرة قدم ليتواني من مدينة ماريامبوله تأسس سنة 1921، ويلعب حالياً في دوري الدرجة الأولى الليتواني منذ عام 2002.

## الألقاب

### المحلية
- دوري الدرجة الأولى
  - الوصيف (2): 2007، 2010
  - المركز الثالث (5): 2005، 2009، 2011، 2012، 2016
- بطولة الجمهورية الليتوانية السوفيتية الاشتراكية
  - المركز الثالث (1): 1975
- كأس ليتوانيا
  - البطل (2): 2006، 2009
  - الوصيف (3): 1976، 2002، 2016
- كأس السوبر الليتواني
  - البطل (1): 2009
  - الوصيف (1): 2007

### القارية
- دوري البلطيق
  - الوصيف (1): 2010

## وصلات خارجية
- الموقع الرسمي